# کهوئیراتا
کهوئیراتا (به انگلیسی: Khuiratta) یک منطقهٔ مسکونی در پاکستان است که در کوتلی واقع شده‌است. کهوئیراتا ۱۰۰٬۰۰۰ نفر جمعیت دارد.